# Солом'янський районний суд міста Києва

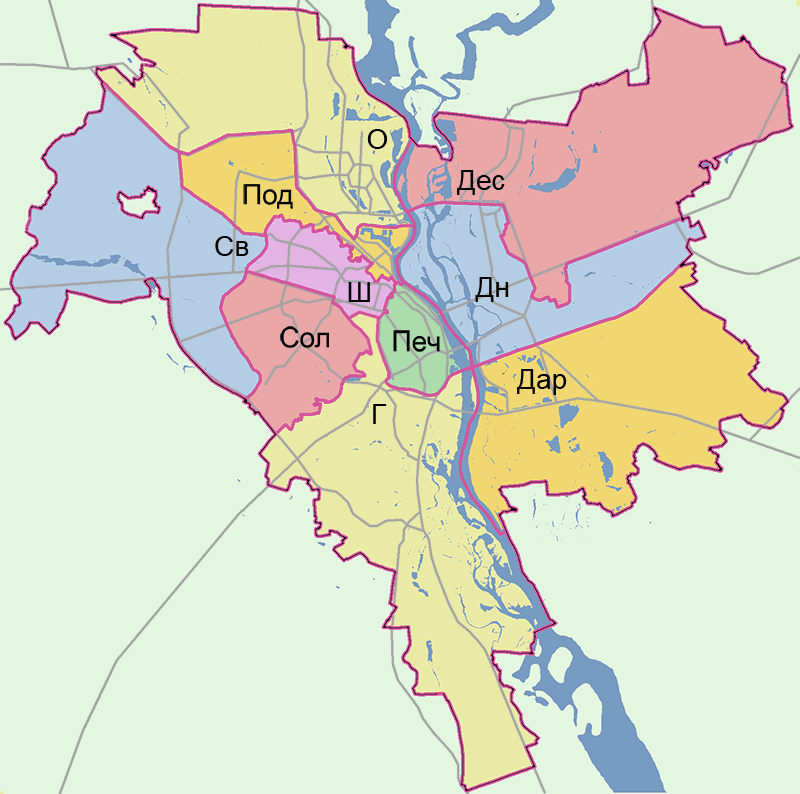
Сол — Солом'янський район

Солом'янський районний суд міста Києва — загальний суд першої інстанції, юрисдикція якого поширюється на Солом'янський район столиці України — міста Києва.
Згідно з судовою реформою, передбачається ліквідація районних судів та створення замість них окружних. 29 грудня 2017 року видано Указ Президента України, яким Солом'янський районний суд ліквідовано, а на його місці створений Четвертий окружний суд міста Києва. Проте, на даний час Указ не реалізований.

## Структура
Суд займає два приміщення у Києві — по вул. Максима Кривоноса, 25 та Грушецькій, 1.
Суддівський корпус налічує 24 судді (за штатним розкладом — 33). Апарат чисельністю 114 працівників очолює керівник, який має двох заступників. У складі апарату перебувають Загальна канцелярія, Кримінальна канцелярія, Цивільна канцелярія, Канцелярія по справам про адміністративні правопорушення, Архів. Також є посади судді-спікера та прес-секретаря суду.

## Керівництво
Голова суду — Шереметьєва Людмила Антонівна
 Заступник голови суду — Коробенко Сергій Віталійович
 Заступник голови суду — Оксюта Тарас Григорович
 Керівник апарату — Курилюк Андрій Васильович.

## Резонанс
- Справа про рюкзаки Авакова
- Справа Романа Насірова.